# 스코로호드 공간

카들라그 함수의 예. 왼쪽 극한과 오른쪽 극한이 항상 존재하며, 불연속점에서 함수의 값은 오른쪽 극한과 일치한다.

확률론과 실해석학에서 스코로호드 공간(Скороход空間, 영어: Skorokhod space)은 실수 구간 위에 정의된, 왼쪽 극한을 가지며 오른쪽 연속인 함수들의 폴란드 공간이다.:Chapter 3 그 원소를 카들라그 함수(càdlàg函數, 영어: càdlàg function)라고 한다. 그 위의 위상인 스코로호드 위상(Скороход位相, 영어: Skorokhod topology)에서의 수렴은 시간의 측정(특히, 함수의 불연속점이 발생하는 시각)이 오차를 가질 수 있음을 반영한다.

## 정의
다음이 주어졌다고 하자.
- 분해 가능 완비 거리 공간 {\displaystyle (X,d_{X})}
- 닫힌구간 {\displaystyle [a,b]\subsetneq \mathbb {R} }

그렇다면, 함수 {\displaystyle f\colon [a,b]\to X}가 다음 조건을 만족시킨다면, 카들라그 함수라고 한다.:121, Chapter 3
- {\displaystyle \forall s\in [a,b)\colon f(s)=\lim _{t\to s^{+}}f(t)}
- {\displaystyle \forall s\in (a,b]\colon \exists \lim _{t\to s^{-}}f(t)}

즉, 오른쪽 극한과 왼쪽 극한이 둘 다 존재하며, 실제 함수 값은 오른쪽 극한과 같아야 한다.
카들라드 함수들의 집합을 {\displaystyle \mathbb {D} ([a,b],X)}라고 하자. 이 위에, 다음과 같은 거리 함수를 주자.:125, (12.16)
{\displaystyle d_{\mathbb {D} }(f,g)=\inf _{\theta \in \operatorname {Aut} ([a,b])}\max \left\{\sup _{t\in [a,b]}d_{X}(f(t),g(\theta (t))),\;\sup _{a\leq s<t\leq b}\left|\ln {\frac {\theta (t)-\theta (s)}{t-s}}\right|\right\}}
여기서
- {\displaystyle \operatorname {Aut} ([a,b])}는 {\displaystyle [a,b]\to [a,b]} 전단사 증가 연속 함수들의 군이다.

그렇다면, 이는 분해 가능 완비 거리 공간을 이룬다.:Theorem 12.2 {\displaystyle (\mathbb {D} ([a,b],X),d_{\mathbb {D} })}를 스코로호드 공간이라고 한다.

## 성질
스코로호드 공간에 다음과 같은, 더 단순한 거리 함수를 줄 수도 있다.
{\displaystyle d'_{\mathbb {D} }(f,g)=\inf _{\theta \in \operatorname {Aut} (E,E)}\max \left\{\sup _{t\in [a,b]}d_{X}(f(t),g(\theta (t))),\;\sup _{a\leq s\leq t\leq b}|\theta (t)-s|\right\}}
이는 {\displaystyle d_{\mathbb {D} }}와 같은 위상을 정의하지만, 이는 일반적으로 완비 거리 공간을 정의하지 못한다.:125, Example 12.2
임의의 {\displaystyle \theta \in \operatorname {Aut} ([a,b])}에 대하여,
{\displaystyle (\circ \theta )\colon D([a,b],X)\to \mathbb {D} ([a,b],X)}
는 정의에 따라 전단사 등거리 변환을 이룬다.

### 포함 관계
정의에 따라, 다음과 같은 포함 관계가 존재한다.
{\displaystyle {\mathcal {C}}^{0}([a,b],X)\subsetneq \mathbb {D} ([a,b],X)}
만약 {\displaystyle {\mathcal {C}}^{0}([a,b],X)}에 거리 함수
{\displaystyle d(f,g)=\sup _{t\in [a,b]}d_{X}(f(t),g(t))}
를 부여할 경우, 이 포함 사상은 연속 함수이다. 또한, 연속 함수의 스코로호드 수렴은 이 거리 함수에서의 수렴과 동치이다. 따라서, {\displaystyle {\mathcal {C}}^{0}([a,b],X)}는 {\displaystyle \mathbb {D} ([a,b],X)}의 닫힌집합을 이룬다.

### 수렴
스코로호드 위상에서, 카들라그 함수열
{\displaystyle (f_{i})_{i=0}^{\infty }\subseteq \mathbb {D} ([a,b],X)}
이
{\displaystyle f\in \mathbb {D} ([a,b],X)}
로 수렴할 필요 충분 조건은 다음과 같다.
어떤 함수열 {\displaystyle (\theta _{i})_{i=0}^{\infty }\subseteq \operatorname {Aut} ([a,b])}에 대하여, {\displaystyle f_{i}\circ \theta _{i}}가 {\displaystyle f}로 균등 수렴하며, 또한 {\displaystyle \theta _{i}}가 항등 함수 {\displaystyle \operatorname {id} _{[a,b]}}로 균등 수렴한다.
특히, 만약 함수열 {\displaystyle f_{i}}가 연속 함수만으로 구성된다면, 그 (스코호로트 위상에서의) 수렴은 {\displaystyle f_{i}}의 균등 수렴과 동치이다.:124, §12

### 다른 위상
{\displaystyle \mathbb {D} ([a,b],X)} 위에 L∞ 노름
{\displaystyle \|f\|=\sup _{t\in [a,b]}f(t)}
을 주면 이는 바나흐 공간을 이루지만, 이는 분해 가능 공간을 이루지 못한다. 이 때문에 이 위상은 확률론에서 잘 사용되지 않는다.

## 역사
“카들라그 함수”(프랑스어: fonction càdlàg)라는 용어는 프랑스어: continue à droite, limite à gauche 콩티뉘 아 드루아트, 리미트 아 고슈[*](오른쪽에서 연속, 왼쪽에서 극한)의 머리글자를 딴 것이다.
카들라그 함수의 공간 위의 스코로호드 위상은 L∞ 노름의 분해 가능성의 실패를 고치기 위하여 아나톨리 볼로디미로비치 스코로호드(우크라이나어: Анато́лій Володи́мирович Скорохо́д, 러시아어: Анато́лий Влади́мирович Скорохо́д 아나톨리 블라디미로비치 스코로호트[*], 1930〜2011)가 1956년에 도입하였다. 이 논문에서 스코로호드는 여러 개의 위상들({\displaystyle M_{1}}, {\displaystyle M_{2}}, {\displaystyle \mathbf {J} _{1}}, {\displaystyle \mathbf {J} _{2}})을 정의하였는데, 그 가운데 오늘날 ‘스코로호드 위상’이라고 불리는 것은 {\displaystyle \mathbf {J} _{1}}이다.